# رؤیاهای کهن در سرزمینی نوین
رویاهای کهن در سرزمینی نوین (به انگلیسی: Ancient Dreams In A Modern Land) پنجمین آلبوم استودیویی اثر خواننده بریتانیایی، مارینا است که در ۱۱ ژوئیه ۲۰۲۱ منتشر شد. به گفته مارینا این آلبوم از مسائل سیاسی و اتفاقاتی که در سال‌های اخیر در سراسر جهان افتاده‌است الهام گرفته شده‌است. همچنین بخش عظیمی از این آلبوم در رابطه با حقوق زنان نوشته شده‌است.

## فهرست آهنگ‌ها
| شماره      | نام                                      | مدت   |
| ---------- | ---------------------------------------- | ----- |
| ۱.         | «رویاهای کهن در سرزمینی نوین»            | ۳:۲۶  |
| ۲.         | «ونوس مگس‌خوار»                           | ۲:۳۸  |
| ۳.         | «جهان مردان»                             | ۳:۲۸  |
| ۴.         | «زهر را پاکسازی کنید»                    | ۳:۱۶  |
| ۵.         | «مردم بسیار احساساتی»                    | ۳:۳۴  |
| ۶.         | «آمریکای جدید»                           | ۳:۵۲  |
| ۷.         | «جعبهٔ پاندورا»                           | ۳:۳۲  |
| ۸.         | «دوستت دارم ولی خودم را بیشتر دوست دارم» | ۳:۴۳  |
| ۹.         | «گل‌ها»                                   | ۳:۵۴  |
| ۱۰.        | «خداحافظ»                                | ۴:۴۲  |
| مجموع مدت: | مجموع مدت:                               | ۳۶:۰۵ |

ترانه‌های نسخه دیلاکس
| شماره      | نام                                      | مدت   |
| ---------- | ---------------------------------------- | ----- |
| ۱۱.        | «تنهای خوشحال»                           | ۳:۱۳  |
| ۱۲.        | «ماشین صورتی»                            | ۳:۴۱  |
| ۱۳.        | «زن آزاد»                                | ۳:۳۹  |
| ۱۴.        | «ونوس مگس‌خوار (نسخه دمو)»                | ۲:۳۶  |
| ۱۵.        | «رویاهای کهن در سرزمینی نوین (نسخه دمو)» | ۳:۲۴  |
| مجموع مدت: | مجموع مدت:                               | ۵۲:۳۸ |